# Ophiomyia micra
Ophiomyia micra är en tvåvingeart som beskrevs av Spencer 1963. Ophiomyia micra ingår i släktet Ophiomyia och familjen minerarflugor. Inga underarter finns listade i Catalogue of Life.